# Ipotuát
Ipotiwat (Ipotuát, Ipotewát, Ipotêauáte), jedno od nekoliko lokalnih skupina Tupi-Kawahiba, plemena Velike porodice Tupian, koja je obitavala uz rijeku rio Tamuripa, pritoka Ji-Paraná, u brazilskoj državi Rondônia. Ime Ipotiwati, kako ih naziva antropolog Claude Lévi-Strauss u svojim  'Tužnim tropima' , označava jednu vrstu lijane. Ova skupina po svoj je prilici nestala. Po imenu poznat im je bio poglavica Kamandjara.